# Parallelepipedum
Et parallelepipedum (græsk παραλληλεπίπεδον, parallel-epipedon) er et legeme afgrænset af seks parallelogrammer. De seks sideflader er parvist parallelle. Tre lineært uafhængige vektorer i rummet udspænder et parallelepipdeum.
Ved at vælge en vilkårlig sideflade som grundflade kan parallelepipedummet opfattes som et specialtilfælde af et prisme, og rumfanget bestemmes derfor som højden gange grundfladens areal. Hvis parallelepipedummet er fastlagt ved tre koordinatvektorer, kan rumfanget også bestemmes som den numeriske værdi af determinanten af den tilhørende 3×3-matrix.
Et parallelepipedum hvor alle vinkler er rette, kaldes ofte en kasse.